# Salvelinus mallochi
Salvelinus mallochi es una especie de pez de la familia Salmonidae en el orden de los Salmoniformes.

## Hábitat
Vive en zonas de  aguas dulces templadas.

## Distribución geográfica
Se encuentra en el Reino Unido.